# Arie van Vliet
Arie van Vliet (n. 18 martie 1916, Woerden, Olanda de Sud, Țările de Jos – d. 10 iulie 2001, Woerden, Utrecht, Țările de Jos) a fost un sportiv ce a reprezentat Țările de Jos, medaliat olimpic. A participat la o ediție a Jocurilor Olimpice (1936) în care a câștigat o medalie de aur.

## Participări
Lista de mai jos prezintă principalele competiții la care a participat Arie van Vliet de-a lungul carierei.
- cycling at the 1936 Summer Olympics – men's 1000m time trial[*]